# Йом Сансоп
Йом Сансоп (кор. 염상섭, кит. 廉想涉; псевдонім — хвенбо (кор. 횡보, кит. 橫步); клан — паджу (кор. 파주); 30 серпня 1897 року, Сеул — 14 березня 1963, Сеул) — південнокорейський письменник, громадський діяч, підполковником військово-морського флоту Республіки Корея. Він перший в корейській літературі почав писати у напрямі натуралізму і реалізму. Вперше в історії корейської літератури Йом Сансоп зробив спробу дослідження психології особистості у творі «Жаба в препараторській» (кор. «표본실의 청개구리»).

## Біографія
Йом Сансоп народився 30 серпня 1897 року в районі Чонноґу (кор. 종로구), Сеул. Батько –  Йом Ґюхван (кор. 염규환), колишній військовий командир; матір – Кім з Кьонджу (кор. 경주 김씨 ), був третьою дитиною з шести у сім'ї. Він мав двох старших братів, Йом Чансоп (кор. 염창섭) та Йом Мьонсоп (кор. 염명섭), і трьох молодших братів, Йом Йонсоп (кор. 염용섭), Йом Чунсоп (кор. 염충섭) та Йом Хьонсоп (кор. 염형섭). 
У віці 11 років він вступив до школи Хансон (кор. 한성사범학교부속보통학교), проте через два роки відрахувався на знак протесту проти прояпонської позиції школи і перевівся до школи для хлопчиків Босон (кор. 보성소학교), а після її закінчення вступив до старшої школи Босон (кор. 보성고등보통학교). У 1912 році він поїхав до Японії на навчання. Спершу вступив на літературний факультет університету Кей'о, потім перевівся на історичний факультет. Проте йому довелося у 1918 році покинути навчання через хворобу.
8 лютого 1919 року, після проголошення Токійською асоціацією корейських студентів за кордоном Декларації незалежності Кореї, Йом Сансоп сам продекламував Декларацію незалежності в парку Теннодзі в Осаці. На відміну від Токійської декларації незалежності, яка була узгоджена з японськими органами влади, Сансопова акція була незапланована. 
Тому він був заарештований поліцією за незаконне розкидання сміття (тобто агітаційних листівок), оскільки на той час не існувало закону, який би забороняв проголошував декларації про незалежність. Йом Сансопа віддали під суд, де він захищав себе без адвоката. Його ораторські здібності були настільки неперевершеними, що йому вдалося переконати суддю. Стоячи перед судом, він скаржився на злидні і похмуру реальність в Кореї під японською окупацією, чим так зворушив авдиторію і суддю, що останній навіть порадив його стати адвокатом. Японському тюремнику він також сподобався, і коли Сансопа випустили з в'язниці, тюремник зробив пам'ятну фотографію з ним. Про це можна було прочитати в газеті Асахі Сімбун (яп. 朝日新聞) в Осаці, Японія.
У 1920 році він повернувся до Кореї і влаштувався репортером у газету “Дона ільбо” (кор. 동아일보). Зарплата була щедрою, і йому навіть надали рикшу в індивідуальне користування. Він також приєднався до літературного руху, пов'язаного з культурологічним журналом "Руїни" (кор. 폐허). У 1920-х роках він зацікавився національною літературою Кореї і був одним з небагатьох письменників, який не писав японською мовою і не публікував улесливих статей про японську окупацію. 1928 року він одружився з Кім Йонок (кор. 김영옥) і приєднався до газети "Чосон ільбо" (кор. 조선일보) у ролі головного редактора розділу "Мистецтво і наука". 1930-х років він також працював на редакторських посадах у газетах "Меіль шінбо" (кор. 매일신보) і "Мансон ільбо"(кор. 만선일보).
Наприкінці японської окупації він з різних причин вирішив переїхати до Маньчжурії, щоб стати успішним бізнесменом.
Після звільнення Кореї від японської окупації він повернувся додому, а його досвід роботи в літературних організаціях посприяв його працевлаштуванню до Національної спілки преси (кор. 국민보도연맹).
Під час Корейської війни 1950—1953 років він був на посаді капітан-лейтенанта військово-морських сил Республіки Корея, вийшов у відставку в званні підполковника.
Після припинення військових дій на Корейському півострові, у 1954 році, він був обраний членом Ради мистецтв і обіймав посаду директора Коледжу мистецтв (нині Коледж мистецтв Університету Чунан (кор. 중앙대학교 예술대학)).
Помер від раку прямої кишки вранці 14 березня 1963 року. Його могила знаходиться на католицькому цвинтарі в районі Тобонгу, Сеул.

## Творчість
Йом Сансоп дебютував у літературному колі з натуралістичним твором «Жаба в препараторській»(кор. «표본실의 청개구리»). Однак, оскільки ця робота була написана без жодного досвіду розтину деревних жаб, інформація у його роботі вважається суперечливою. Хоча, у цьому романі розтин деревної жаби не має великого значення, оскільки це сцена для опису стану оповідача. Твір характеризується поєднанням точки зору спостерігача від першої особи та точки зору всезнаючого письменника, а вся композиція оформлена у рамці. Розділи з 1 по 6 розповідають про історію, коли «І (X)» і друзі A, H і Y поїхали до Пхеньяну і зустріли божевільного Кім Чан Ока, а розділи 7-9 розповідають про життя головного героя Кім Чан Ока. Роман був написаний з точки зору всезнаючого письменника. І останній 10 розділ — це історія про зникнення Кім Чан Ока.
Також, роман «Три покоління» вважається одним із найбільш популярних творів письменника. Цей представницький твір Йом Сансопа важливий тим, що це перша сімейна новела серед сучасних корейських романів. Цей твір, заснований на спеціалізації Йом Сансопа, реалізмі, отримав високу оцінку за об’єктивне зображення реальності того часу та зображення людини, яка страждає у зіпсованому світі. 
Після звільнення він опублікував «Син визволення» - новелу про радість і хвилювання після звільнення. Також, у 1960-х роках він написав твір під назвою «Пейзажі брудної епохи», який представляв Сполучені Штати Америки, які змінили життя простих людей в Японії.
Крім того, досить добре сприймаючи дійсність, він написав багато творів з темною тематикою. Проте, слід зауважити, що його роботи з яскравою атмосферою є справді унікальними. Є припущення, що причиною того, чому більшість творів Йом Сансопа є досить темними, є те, що він писав такі новели для конкретної читацької авдиторії. У будь-якому випадку, він високо цінується в літературних колах у багатьох відношеннях, але є багато читачів, які ненавидять його через надто темний і складний зміст його робіт.

### Романи
- Три покоління (кор. 삼대, публікація - 1931 р.)
- Інжир (кор. 무화과, публікація - 1931-1932 рр.)[10]
- Удар (кор. 취우, публікація - 1952-1953 рр.)[11]
- Жаба в препараторській (кор. 표본실의 청개구리, публікація - 1921 р.)[12]
- Пейзажі брудної епохи (кор. 얼룩진 시대 풍경, публікація - 1973 р.)

### Новели
- Два банкроти (кор. 두 파산, публікація - 1949 р.)[13]
- Вигин (кор. 절곡, публікацця - 1957 р.)
- Вмираючи (кор. 임종, публікація - 1949 р.)[14]

### Повісті
- З ясного неба (кор. 만세전, публікація - 1924 р.)[15]

## Нагороди
- Seoul Cultural Prize (1954)
- Asia Freedom Literature Prize (1956)
- Korean Academy of the Arts Distinguished Service Award
- March First Cultural Award (1962)